# Rádio Eldorado (Rio de Janeiro)
Rádio Eldorado foi uma emissora de rádio brasileira da cidade do Rio de Janeiro. Transmitia a sua programação em 1180 kHz. Era pertencente às Organizações Globo.

## História
Foi fundada por Anna Khoury, a mesma que, posteriormente, criou a Rádio Imprensa. A Eldorado entrou no ar em 1949.
A emissora foi repassada em 1958 às Organizações Globo, cujo sistema de rádios se expandiu durante as décadas de 1950 e 1960. Em 1976 houve uma troca de frequências envolvendo a Rádio Globo. Assim, a Eldorado deixou de ocupar os 1220 kHz, indo para os 1180 kHz. Antes, a emissora chegou a ser sintonizada em 550 kHz.
A programação da Eldorado era baseada na execução de músicas. A emissora também transmitia jogos de futebol em parceria com a Rádio Globo.
Em 1º de outubro de 1991, a rádio deu lugar à CBN. A frequência 1180 kHz passou a ser ocupada ainda nos anos 1990 pela Rádio Mundial, pois a CBN já havia se transferido para os 860 kHz da emissora-irmã do Sistema Globo de Rádio.